# 潜宙艦 (宇宙戦艦ヤマト)
潜宙艦（せんちゅうかん）は、アニメ「宇宙戦艦ヤマトシリーズ」に登場する架空の宇宙戦闘艦。

## 概要
現実世界の潜水艦に相当する艦種。攻撃開始まで敵に探知されないように、特殊な艦体隠蔽能力が付加されており、隠密・奇襲戦法を主体とするが、攻撃方法自体に関しては各勢力でかなり差異がある。
劇中では、主役艦であるヤマトの天敵として登場することが多く、いずれも苦戦を強いらせている。
艦体の隠蔽方法は、アニメ版の白色彗星帝国の潜宙艦のみはステルス性によるものだが、それ以外は全て異次元・亜空間への潜航によるものとなっている。

## ガミラス帝国 / ガルマン･ガミラス帝国

### 次元潜航艇
『宇宙戦艦ヤマトIII』に登場するガルマン・ガミラス帝国の艦艇。

### 次元潜航艦
『宇宙戦艦ヤマト2199』に登場する大ガミラス帝星の艦艇。地球側では「潜宙艦」と分類識別されている。

## 白色彗星帝国

### 潜宙艦
『さらば宇宙戦艦ヤマト 愛の戦士たち』および『宇宙戦艦ヤマト2』に登場する白色彗星帝国の小型戦闘艦。デザイン担当は宮武一貴。
『さらば』の台詞では潜空艦と呼ばれ、また『ヤマト2』第7話のサブタイトルでは、潜宙艦と書いてスペース・サブと読み仮名が付けられ、劇中でもそう呼称されていた。
艦体の隠蔽方法は資料によって様々であり、「動力として無波動特殊推進機関（特殊無波動エンジン）を搭載しているから」あるいは「船体色を宇宙の闇に同化させ姿を消す」などがある。
なお、本艦は単に「探知されない」というだけで、他勢力の潜宙艦のように亜空間断層や異次元空間に潜んでいるわけではなく、通常兵器でも攻撃が可能である。また、その探知されないという点に関しても、位置が掴めないだけでセンサー類に反応自体はする。
初期デザインでは艦橋が上下についていた。
『宇宙戦艦ヤマトIII』に制作スタッフとして参加した出渕裕は、本艦について「『潜宙艦』というからには亜空間にでも潜んでるのかと思ったら単に艦体を黒くしただけでガッカリした」と述懐しており、『ヤマトIII』での次元潜航艇のアイデアは、本艦へのアンチテーゼとして出したものであることを語っている。

#### 劇中での登場
さらば宇宙戦艦ヤマト 愛の戦士たち
バルゼー艦隊の前衛として、地球艦隊を待ち伏せて奇襲をかけることに成功するが、打ち上げられた「ソナー」（と台詞では語られているが、見た目は照明弾）により姿を晒され、全滅させられる。
宇宙戦艦ヤマト2
第7話にのみ登場。第11番惑星で大敗したナスカが潜宙艦2隻をもって再戦を挑む。しかし、戦闘開始前にタイムレーダーで存在を認識された上、レーダーが反応しているにもかかわらず捕捉できないことから潜宙艦であることを看破され、すぐさま機雷の大量投下によって姿を晒され位置を掴まれてしまう。ヤマト内部での空間騎兵隊の騒動もあり、当初は戦闘を優勢で進めたが、1隻がコスモタイガーのミサイルによって轟沈し、もう1隻は同じくコスモタイガー2機のパルスレーザー斉射で撃沈される。

#### PSゲーム版
PS版『さらば宇宙戦艦ヤマト 愛の戦士たち』とPS2版『宇宙戦艦ヤマト 暗黒星団帝国の逆襲』に登場。宮武一貴によって新規に設定画が描き起こされている。
『ヤマト2』とは異なり「スペース・サブ」とは呼ばれないが、初登場時のテロップでは「潜宙艦隊」に「スペースサブ・フリート」と読み仮名が付けられている。しかし、台詞ではいずれも「せんちゅうかんたい」と呼ばれている。全長・全幅・自重の設定値はアニメ版と同じ。
ワープに利用される空間歪曲を艦体の遮蔽に応用し、異次元空間への潜航が可能という設定になっているが、攻撃時には通常空間へ浮上する必要がある。ゲームシステム上は、存在しているヘクスを相原義一が探信するか、艦艇や艦載機が同一ヘクス内に重なった場合に出現し、後者の場合は発見と同時に3D戦に突入する。
劇中ではストーリー05「小犬座プロキオン宙域」において、第11番惑星での雪辱を果たそうとするナスカが率いる「太陽系侵攻前衛艦隊 特殊次元潜航艇師団」（通称「潜宙艦隊」）が登場する。相原が過去の経験からタキオン通信の通信波がワープ空間まで届くということを指摘し、レーダー波の代わりにタキオン通信波を用いた索敵を行ったため、位置を掴まれて各個撃破されていく。その後も、ストーリー11「牡牛座の2つの海峡」におけるアルデバラン宙域・ストーリー13「テレザート宙域」におけるテレザート星前面・ストーリー16「海王星 - 天王星軌道」における帰還時の太陽系内などで再三登場する。
3D戦での武装は副砲1門と魚雷発射管2門。副砲が1000、魚雷が750と、通常の2.5倍の攻撃力があり、3D戦での艦対艦戦闘では強敵となる。一方、ヘクス上（マップ上）で行われる2D戦では、砲撃射程2マス、砲撃攻撃力200〜300という並程度の攻撃しか行ってこない。そのため、3D戦を避け、探信でヘクス上に出現させて2D戦で撃破する戦略が、ゲームシステムとしても前述したシナリオの流れとしてもスタンダードな攻略法となる。また、3D戦でも対空能力に関しては低く、航空機で挑めば優位に戦えるため、コスモタイガー隊に哨戒・戦闘を任せるという攻略法もある。
『暗黒星団帝国の逆襲』では、回想ステージ「土星決戦」において、バルゼー艦隊の一部隊として登場する。武装は中口径主砲・平行発射ミサイル・上方迎撃ミサイル各1基で、『さらば』の時とは逆に各武装に対して10パーセント減の威力補正が掛かっている。また、次元潜航の描写は無く、少なくともゲームシステム上では単にレーダーに探知されにくいだけの艦となっている。

### 潜宙戦艦
PS版『さらば宇宙戦艦ヤマト 愛の戦士たち』に登場するゲームオリジナル艦。
潜宙艦隊の旗艦を務める。全長は200メートル以上あり、上部構造物や艦後部の形状が通常の潜宙艦と大きく異なる。塗装は通常の潜宙艦と同様の青。
劇中ではストーリー05「小犬座プロキオン宙域」において、ナスカが乗艦する「グラビート」が登場し、ヤマトを惑星ソーサナーの重力井戸に落とそうとする。しかし、思わぬ反撃で敗色濃厚となり、撤退しようと周辺環境も考慮せず不用意にワープしようとしたため、艦の安定を失ってソーサナーの重力井戸に引きずり込まれながら爆沈する。
その後、別の艦が第七遊動艦隊の旗艦として、ストーリー13「テレザート宙域」においてテレザート星前面に登場するが、プレイの進め方次第では撃沈する前に撤退する。この本艦撃破の有無がマルチエンディングの分岐条件になっており、撃沈すれば『さらば』ルートへ、撃沈しなければ『ヤマト2』ルートへストーリーが進んでいく。
『ヤマト2』ルートにおける終盤のストーリー20「地球圏・対都市帝国戦」のイベントムービー中では、サーベラーとゲーニッツが都市帝国から逃走する際に使用するが、デスラーによって撃沈されている。
3D戦での武装は主砲（艦底部）と副砲（上甲板）各1基と、魚雷発射管2門となっている。潜宙艦とは異なり、武装の威力は通常通りである。ただし、へクス上での砲撃射程は3マス、砲撃攻撃力は700と高めになっている。

## SUS
『宇宙戦艦ヤマト 復活篇』に登場するSUSの大型戦闘艦。
SUS超巨大要塞の内部に隠されていた艦。菱形を重ね合わせたような艦型をしている。
他勢力の潜宙艦が潜航する空間が、いわば並行空間のようなものであり、潜航したままのワープが不可能なのに対し、本艦は次元を意のままに操り、潜航してから短時間で異なる位置および方向への浮上が可能である。そのため、機動力は巨体の割に高く、劇中では敵を攻撃して潜航した後、即座に敵の反対側に出現して再度攻撃を仕掛けるといった戦術も行っている。また、『復活篇』のディレクターズカット版では、潜航した際に発生する電磁波により、敵艦のレーダーを無力化することも可能であることが描かれている。
武装は大型の主砲を1門備えており、艦首がクワガタの顎のように左右に展開され、砲門が姿を見せる。その他にも、艦体各所にビーム砲やミサイル発射を多数装備している。また、両舷部分は切り離して独立運用でき、敵艦を両側から挟み込み、表面に無数に備わったビーム砲で攻撃することも可能。なお、次元潜航艇などとは異なり、潜航した状態のまま攻撃は行わず、攻撃のたびに浮上する。
近傍に設置した人工太陽をエネルギー供給源としており、これを破壊されると潜航状態を維持できなくなり、さらに艦体が崩壊を始める。

劇中ではSUS要塞が崩壊した後、要塞跡の空間から出現し、ヤマトに対して一方的に攻撃を仕掛ける。しかし、潜宙艦が浮上する直前に太陽の輝きが増したのを古代に発見され、太陽が潜宙艦と連動したエネルギー供給源であることを看破されてしまう。その後、ヤマトの波動砲により人工太陽を破壊され、艦体が崩壊しながら、他の艦艇とともに人工太陽が崩壊した後の次元の裂け目に呑み込まれる。

## セイレーン連邦
『YAMATO2520』に登場するセイレーン連邦の大型戦闘艦。
扁平な形状の艦で、全長は不明だが、劇中ではアメシス艦の数倍ほどに絵描かれている。艦首が円盤状になっており、その先端に「モノポール魚雷」の発射管が6門装備されている。発射の際は艦体を発射管がある上半分だけ通常空間に露出するが、魚雷自体は発射された後も異空間に潜航したままである。モノポール魚雷はカプセルのようなものに封入された状態で発射され、発射から少し後にカプセルから放出される。目標への着弾後、内部のエネルギーが黒い球体となって広がり、球体に呑まれた物体を丸ごと消滅させる。
モノポール魚雷以外の武装も存在しており、発射後に異空間に潜行して敵の迎撃を回避し、敵の至近に出現して多数の子爆弾を叩きつける「次元跳躍魚雷」も存在する。

劇中では、Vol.3「戦闘」に登場する。ロココ星域戦においてリキヤード少佐が乗艦し、惑星リンボス崩壊の元凶である18代YAMATOを始末するべく、出撃する。戦闘開始直前、18代YAMATOへ奇襲を行おうとするが、直前にリンボスの民間人を乗せて地球へ向かおうとするロココ星基地の居住ユニットを発見し、「地球」と名の付くものを一切見逃そうとしないリキヤードの指示により、モノポール魚雷で居住ユニットを破壊する。直後の地球艦隊とセイレーン艦隊の交戦中は姿を見せずに身を潜めており、戦闘終了後18代YAMATOが孤立した瞬間を狙い、アメシス艦とともに18代YAMATOに攻撃を仕掛ける。18代YAMATOを追い詰めるが、ロココ星に存在していたゴーダ文明の遺跡の次元運河に逃げ込まれ、取り逃がしてしまう。